# Alegria (Cebu)
Alegria is een gemeente in de Filipijnse provincie Cebu op het gelijknamige eiland. Bij de census van 2015 telde de gemeente ruim 23 duizend inwoners.

## Geografie

### Bestuurlijke indeling
Alegria is onderverdeeld in de volgende 9 barangays:
- Compostela
- Guadalupe
- Legaspi
- Lepanto
- Madridejos
- Montpeller
- Poblacion
- Santa Filomena
- Valencia

## Demografie
Alegria had bij de census van 2015 een inwoneraantal van 23.300 mensen. Dit waren 1.228 mensen (5,6%) meer dan bij de vorige census van 2010. Ten opzichte van de census van 2000 was het aantal inwoners gegroeid met 2.623 mensen (12,7%). De gemiddelde jaarlijkse groei in die periode kwam daarmee uit op 0,79%, hetgeen lager was dan het landelijk jaarlijks gemiddelde over deze periode (1,72%).

De bevolkingsdichtheid van Alegria was ten tijde van de laatste census, met 23.300 inwoners op 89,49 km², 260,4 mensen per km².